# Rebela de la Radio
Rebela de la Radio este un film original Disney Channel din anul 2012 bazat pe romanul Shrinking Violet. Filmul este regizat de Peter Howitt, scris de Erik Patterson & Jessica Scott, avându-o ca protagonistă pe Debby Ryan în rolul Tarei Adams. Premiera românească a avut loc pe 19 mai 2012, de la 9:30.

## Acțiune
Tara Adams e o adolescentă de 17 ani, elevă la liceul Lincoln Bay. De obicei foarte timidă, când vine vorba să-și exprime gândurile la radio din camera ei, Tara devine altă persoană, una care-i inspiră pe oameni, sub identitatea secretă 'Rebela de la radio'.
Toată lumea dorește să afle cine e misterioasa fată, însă pentru Tara nu e totul așa ușor cum pare. Ea trebuie să aleagă între a rămâne anonimă și a se bucura de succes sau a dezvălui cine este.

## Distribuție
- Debby Ryan - Tara Adams,[2] o elevă timidă care adoptă personalitatea unei prezentatoare radio foarte populare cunoscută sub numele de Rebela de la Radio.
- Sarena Parmar - Audrey,[2] prietena cea mai bună a Tarei, care o ajută pe aceasta să își țină în siguranță secretul.
- Adam DiMarco - Gavin,[2] unul dintre membrii trupei GGGG , și cel de care Tara se îndrăgostește.
- Merritt Patterson - Stacy,[2] cea mai populară fată din școală care este obsedată să devină Regina Balului de Absolvire.
- Atticus Mitchell - Gabe,[2] devotatul și ambițiosul lider al trupei Gs care nu este interesat pe Tara, deși aceasta le ascultă CD-urile și este una dintre fanele lui .
- Mercedes de la Zerda - DJ Cami Q,[3] un DJ popular al postului SLAM FM, care este și o bună prietenă a Tarei.

## Muzica
Albumul ce conține coloana sonoră a filmului Rebela de la Radio a fost lansat pe 21 februarie 2012. 

### Coloana sonoră
| Nr. | Titlu                                                          | Lungime |  |
| 1.  | „We Got the Beat” (Debby Ryan)                                 | 2:22    |  |
| 2.  | „Can't Stop The Rock” (The Barrymores)                         | 2:34    |  |
| 3.  | „Afterthought” (The Whereabouts)                               | 2:50    |  |
| 4.  | „Turn It All Around” (The GGGG's)                              | 2:46    |  |
| 5.  | „We So Fly” (The GGGG's)                                       | 2:44    |  |
| 6.  | „Brand New Day” (Kari Kimmel)                                  | 2:37    |  |
| 7.  | „Backing Off” (Champion)                                       | 2:53    |  |
| 8.  | „We Ended Right” (Debby Ryan feat. Chase Ryan and Chad Hively) | 4:06    |  |
| 9.  | „No Advances” (Two Hours Traffic)                              | 3:18    |  |
| 10. | „Like You Love Her” (Fat Sue)                                  | 3:48    |  |
| 11. | „Now I Can Be The Real Me” (The GGGG's)                        | 3:18    |  |
| 12. | „Touch The Ground” (Central Park feat. Maylee Todd)            | 1:58    |  |
| 13. | „My Revolution” (Above Envy)                                   | 2:37    |  |
| 14. | „A Wish Comes True Everyday” (Debby Ryan)                      | 3:11    |  |
| 15. | „Rebel New”                                                    | 3:05    |  |